# Vol 1951 de Turkish Airlines
El vol 1951 de Turkish Airlines (també conegut com a Poldercrash) va ser un vol de passatgers que es va estavellar mentre aterrava a l'Aeroport d'Amsterdam-Schiphol, Països Baixos, el 25 de febrer de 2009, causant la mort de cinc passatgers i quatre membres de la tripulació, incloent-hi els tres pilots.
L'aeronau, un Boeing 737-800 de Turkish Airlines, es va estavellar a un camp aproximadament 1,5 km. al nord de la pista 18R, abans de creuar la pista d'entrada A9, a les 9:31 UTC (10:31 CET), havent volat des d'Istanbul, Turquia. L'avió es va trencar en tres peces quan va impactar, però no es va incendiar.
L'accident era causat principalment per la reacció automàtica de l'aeronau causada per un radioaltímetre defectuós. Això va fer que la vàlvula de papallona automàtica fes decréixer la potència del motor durant l'aproximació. La tripulació se n'adonà massa tard com per poder accelerar i recuperar l'avió abans no entrés en pèrdua i s'estavellés. Boeing va publicar un butlletí per recordar els pilots de la sèries 737 i BBJ de la importància de vigilar l'altitud i la velocitat, i recomanant no fer servir el pilot o la vàlvula de papallona automàtiques mentre s'aterra en casos de discrepàncies del radioaltímetre.